# Trirejo
Trirejo is een bestuurslaag in het regentschap Purworejo van de provincie Midden-Java, Indonesië. Trirejo telt 2483 inwoners (volkstelling 2010).